# Philippe De Backer
Pour les articles homonymes, voir De Backer.
Philippe De Backer, né le 4 décembre 1978 à Ekeren, est un homme politique belge de l'Open VLD.
Il est ministre de l'Agenda numérique, des Télécommunications et de la Poste depuis le 9 décembre 2018 dans le gouvernement Michel II, après avoir été secrétaire d'État à la Lutte contre la fraude sociale, à la Protection de la vie privée et à la Mer du Nord, à partir du 2 mai 2016 au sein du gouvernement Michel I.

## Biographie
Fils du célèbre médecin hippique anversois Leo de Backer,  Philippe De Backer a grandi à Kapellen. Il étudie la biotechnologie à l'université de Gand où il obtient un doctorat en 2009. Pendant ses études, De Backer a été actif auprès du Liberaal Vlaams Studentenverbond (LVSV) à Gand et il est un membre principal du groupe de réflexion libéral « Liberales ». Il est aussi représentant des étudiants au conseil d'administration de l'université de Gand pendant deux ans.
Ensuite, il travaille dans un fonds d'investissement spécialisé dans les soins de santé au Luxembourg.
De 2007 à 2010, De Backer est président de Jong VLD Nationaal. Pendant cette période, il siège aussi au conseil communal de Kapellen.
Le week-end des 21 et 22 mars 2020, en pleine pandémie de maladie à coronavirus, il est nommé responsable de la « task force » chargée de la recherche des matériaux indispensables à la lutte contre le coronavirus, notamment des masques, du gel hydroalcoolique, de tests ou de respirateurs,.

### Parlement européen
À partir de septembre 2011, De Backer est membre du Parlement européen, succédant à Dirk Sterckx. Il est membre de l'Alliance des démocrates et des libéraux pour l'Europe (ADLE), présidée par l'ancien Premier ministre belge Guy Verhofstadt. Il assure le suivi des dossiers à la commission Transport ainsi qu'à la commission Affaires économiques et monétaires.
En 2014, il occupe la première place aux élections européennes sur la liste des suppléants de l'Open Vld. Élu alors qu'il devait assurer la suppléance de Karel De Gucht pendant le mandat de commissaire européen de celui-ci, il demeure député européen après le retrait de De Gucht de la vie politique.
Il démissionne de son mandat le 2 mai 2016.

### Secrétaire d'État fédéral
Le 26 avril 2016, il succède à Bart Tommelein comme secrétaire d'État à la Lutte contre la fraude sociale, à la Protection de la vie privée et à la Mer du Nord.

## Décoration
- Commandeur de l'ordre de Léopold (2019)[6].